# Avenida Minerva
La Avenida Minerva es una calle localizada en el Municipio Libertador al oeste del Distrito Metropolitano de Caracas conecta los espacios de la Universidad Central de Venezuela a través de la llamada Avenida Interna de la UCV con la Avenida Victoria y el Paseo Los Ilustres. En su recorrido pasa cerca de la Facultad de Ciencias de la UCV, de la Escuela de Administración y Contaduría y la Escuela de Idiomas, el Decanato de la Facultad de Medicina, el Hospital Universitario y el Instituto Anatomopatológico. También conecta con la Avenida los Bucares y la Avenida la Colina.